# Anne Revere
Anne Revere (Nueva York, 25 de junio de 1903 - Locust Valley, 18 de diciembre de 1990) fue una actriz estadounidense de teatro, cine y televisión. Debuta en Broadway en 1931 pero solo rueda una película hasta 1940. En los años 1950, fue una de las víctimas del macarthismo e inscrita en la lista negra del cine.
Revere era descendiente directa del héroe de la Revolución Americana Paul Revere. Su padre era corredor de bolsa, y ella se crio en el Upper West Sidey en Westfield (Nueva Jersey). En 1926, se graduó en Wellesley College, y luego se matriculó en la American Laboratory School para estudiar actuación con Maria Ouspenskaya y Richard Boleslavsky.
Revere hizo su debut en Broadway en 1931 en The Great Barrington. Tres años después fue a Hollywood a repetir su papel teatral en la adaptación al cine de Double Door.
Volvió a Broadway para interpretar el papel de Martha Dobie en la producción original de 1934 de The Children's Hour, y en los siguientes años apareció en la escena de Nueva York en As You Like It, The Three Sisters, y Toys in the Attic, por el que ganó el Premio Tony por la mejor interpretación de actriz destacada en una obra de teatro en 1960.
Trabajó duramente como una actriz de carácter en el cine, apareciendo en cerca de tres docenas de películas entre 1934 y 1951. Frecuentemente fue elegida para el papel de matriarca e interpretó el papel de madre de Elizabeth Taylor, Jennifer Jones, Gregory Peck, John Garfield, y Montgomery Clift, entre otros. Fue nominada para el Óscar a la mejor actriz de reparto tres veces y lo ganó por su interpretación en National Velvet.
En 1951, Revere dimitió de la dirección del Sindicato de Actores (Screen Actors Guild) tras acogerse a la Quinta Enmienda para rehusar a testificar ante el Comité de Actividades Antiestadounidenses. No aparecería en ninguna película durante veinte años, hasta su regreso a la pantalla en Tell Me That You Love Me, Junie Moon. Empezó a aparecer en televisión en 1960, especialmente en telenovelas como The Edge of Night, Search for Tomorrow, y Ryan's Hope.
Revere y su marido, el director de teatro Samuel Rosen, se trasladaron a Nueva York y abrieron una escuela de interpretación, y ella continuó trabajando en producciones del summer stock theatre y del regional theater y en la televisión.
Murió de neumonía en su casa de Locust Valley a la edad de 87 años.

## Filmografía
| Año  | Película                             | Papel                               | Notas                                          |
| ---- | ------------------------------------ | ----------------------------------- | ---------------------------------------------- |
| 1934 | Double Door                          | Caroline Van Brett                  |                                                |
| 1940 | The Howards of Virginia              | Mrs. Betsy Norton                   |                                                |
| 1940 | One Crowded Night                    | Mae Andrews                         |                                                |
| 1941 | Remember the Day                     | Miss Nadine Price                   |                                                |
| 1941 | The Flame of New Orleans             | Hermana de Giraud                   |                                                |
| 1941 | Men of Boys Town                     | Mrs. Fenely                         |                                                |
| 1941 | The Devil Commands                   | Mrs. Walters                        |                                                |
| 1942 | The Gay Sisters                      | Miss Ida Orner                      |                                                |
| 1942 | Are Husbands Necessary?              | Anna                                |                                                |
| 1942 | Meet the Stewarts                    | Geraldine Stewart                   |                                                |
| 1943 | The Song of Bernadette               | Louise Soubirous                    | Nominada al Óscar a la mejor actriz de reparto |
| 1943 | Old Acquaintance                     | Belle Carter                        |                                                |
| 1943 | Shantytown                           | Mrs. Gorty                          |                                                |
| 1943 | The Meanest Man in the World         | Kitty Crockett, secretaria de Clark |                                                |
| 1944 | The Keys of the Kingdom              | Agnes Fiske                         |                                                |
| 1944 | National Velvet                      | Mrs. Brown                          | Óscar a la mejor actriz de reparto             |
| 1944 | Sunday Dinner for a Soldier          | Agatha Butterfield                  |                                                |
| 1944 | Rainbow Island                       | Reina Okalana                       |                                                |
| 1944 | Standing Room Only                   | Major Harriet Cromwell              |                                                |
| 1944 | The Thin Man Goes Home               | Crazy Mary                          |                                                |
| 1945 | Fallen Angel                         | Clara Mills                         |                                                |
| 1945 | Don Juan Quilligan                   | Mrs. Cora Rostigaff                 |                                                |
| 1946 | Dragonwyck                           | Abigail Wells                       |                                                |
| 1947 | Gentleman's Agreement                | Mrs. Green                          | Nominada al Óscar a la mejor actriz de reparto |
| 1947 | Forever Amber                        | Mother Red Cap                      |                                                |
| 1947 | Body and Soul                        | Anna Davis                          |                                                |
| 1947 | Carnival in Costa Rica               | Mama Elsa Molina                    |                                                |
| 1947 | The Shocking Miss Pilgrim            | Alice Pritchard                     |                                                |
| 1948 | Deep Waters                          | Mary McKay                          |                                                |
| 1948 | Scudda Hoo! Scudda Hay!              | Judith Dominy                       |                                                |
| 1948 | Secret Beyond the Door               | Caroline Lamphere                   |                                                |
| 1949 | You're My Everything                 | Tía Jane                            |                                                |
| 1951 | A Place in the Sun                   | Hannah Eastman                      |                                                |
| 1951 | The Great Missouri Raid              | Mrs. Samuels                        |                                                |
| 1970 | Macho Callahan                       | Crystal                             |                                                |
| 1970 | Tell Me That You Love Me, Junie Moon | Miss Farber                         |                                                |
| 1976 | Birch Interval                       | Mrs. Tanner                         |                                                |

## Premios y distinciones
Premios Óscar
| Año  | Categoría               | Película                 | Resultado |
| ---- | ----------------------- | ------------------------ | --------- |
| 1944 | Mejor Actriz de Reparto | La canción de Bernadette | Nominada  |
| 1946 | Mejor Actriz de Reparto | Fuego de juventud        | Ganadora  |
| 1948 | Mejor actriz de reparto | La barrera invisible     | Nominada  |